# Полет 630 на „Ройал Еър Марок“
Полет 630 на „Ройал Еър Марок“ е вътрешен пътнически полет от международното летище „Агадир-Ал Масира“, Агадир, до летище „Казабланка-Мохамед V“, Казабланка, Мароко, управляван от „Ройал Еър Марок“. На 21 август 1994 г. приблизително 10 минути след началото на полета самолетът ATR 42-312, който лети по маршрута, докато се изкачва на около 4900 м навлиза в стръмно пикиране и се разбива в района на Атласките планини на около 32 км северно от Агадир. В катастрофата умират всички на борда, включително кувейтски принц и съпругата му. Принцът е брат на Сабах IV ал-Ахмад ал-Джабер ал-Сабах, тогава министър на отбраната на Кувейт. Катастрофата е най-смъртоносният инцидент с участието на самолет ATR 42 в този момент.
Комисията, която разследва катастрофата, определя, че това е самоубийство на пилот. Данните от полетното записващо устройство разкриват, че автопилотът е умишлено изключен от капитана, който след това умишлено насочва самолета в пикиране. Доказателствата също така показват, че по време на спускането първият офицер изпраща сигнали за помощ, след като разбира за намеренията на капитана. Профсъюзът на мароканските пилоти оспорва причината и твърди, че капитанът е психически здрав, и че той съобщава за „технически проблем“ преди излитането, но разследващата комисия не намира доказателства в подкрепа на това твърдение.